# Erigeron sylvaticus
Erigeron sylvaticus là một loài thực vật có hoa trong họ Cúc. Loài này được Phil. mô tả khoa học đầu tiên.